# Hiromasa Shikata
Hiromasa Shikata (jap. 四方 宏昌, Shikata Hiromasa) ist ein japanischer Entwickler von Computerspielen.

## Wirken
Direkt nach seinem Studienabschluss wurde Hiromasa Shikata 1997 als Computergrafiker bei dem japanischen Videospiel- und Spielekonsolenhersteller Nintendo angestellt. Er wurde der Abteilung Nintendo Entertainment Analysis & Development zugeordnet.
Zunächst arbeitete Shikata als Leveldesigner an The Legend of Zelda: Ocarina of Time mit, das 1998 auf den Markt kam. In den nächsten Jahren wirkte er in der gleichen Position an weiteren Zelda-Spielen für Heimkonsolen mit; darüber hinaus gestaltete er Level für Pikmin und fungierte als Co-Produzent für Geist.
Bei der Entwicklung von The Legend of Zelda: Twilight Princess wirkte Shikata als Co-Director mit; danach war er als Planer an The Legend of Zelda: Spirit Tracks involviert. Direkt im Anschluss daran nahm Shikata 2009 mit einem sehr kleinen Team die Arbeiten an einem weiteren Zelda-Spiel für ein Handheld auf. Kurz darauf wurden die Arbeiten auf Halt gesetzt und Shikata als Planer dem Projekt Nintendo Land zugeordnet. Aus seinem Zelda-Projekt entstand das Ende 2013 veröffentlichte The Legend of Zelda: A Link Between Worlds, als dessen Director Shikata fungierte.

## Ludografie
- The Legend of Zelda: Ocarina of Time (N64, 1998) (3DS, 2012, 3D) Leveldesigner
- The Legend of Zelda: Majora’s Mask (N64, 2000) (GCN, 2003/04) (3DS, 2011) – Leveldesigner
- Pikmin (GCN, 2001) (Wii, 2008) – Leveldesigner
- The Legend of Zelda: The Wind Waker (GCN, 2002) – Leveldesigner
- Geist (GCN, 2005) – Co-Produzent
- The Legend of Zelda: Twilight Princess (GCN/Wii, 2006) – Co-Director, Spieldesigner
- The Legend of Zelda: Spirit Tracks (NDS, 2009) – Spieldesigner
- Nintendo Land (Wii U, 2012) – Spieldesigner
- The Legend of Zelda: A Link Between Worlds (Nintendo 3DS, 2013) – Director
- The Legend of Zelda: Tri Force Heroes (Nintendo 3DS, 2015) – Director